# 公羊高
公羊高（？—？），公羊氏，名高，一說名壽。東周戰國齊國人。
相傳為孔子學生子夏的門人。由子夏口授《春秋》，作《春秋傳》十一卷，传其子公羊平，即春秋三傳之一的《公羊传》。